# Episodi di Get Smart (quarta stagione)
La quarta stagione della serie televisiva Get Smart è stata trasmessa in anteprima negli Stati Uniti d'America dalla NBC tra il 21 settembre 1968 e il 29 marzo 1969.
La serie in Italia andò in onda integralmente fra il 1986 e il 1996 su TMC Rede Globo. Gli episodi attualmente distribuiti e trasmessi in Italia sono solo il 4x01 e quelli tra 4x14 e 4x24.
| nº | Titolo originale                  | Titolo italiano                     | Prima TV USA      | Prima TV Italia |
| -- | --------------------------------- | ----------------------------------- | ----------------- | --------------- |
| 1  | The Impossible Mission            | Missione impossibile                | 21 settembre 1968 |                 |
| 2  | Snoopy Smart vs. the Red Baron    | Snoopy Smart contro il Barone Rosso | 28 settembre 1968 |                 |
| 3  | Closely Watched Planes            | Aerei strettamente personali        | 5 ottobre 1968    |                 |
| 4  | The Secret of Sam Vittorio        | Il segreto di Sam Vittorio          | 12 ottobre 1968   |                 |
| 5  | Diamonds Are a Spy's Best Friend  | L'anello di fidanzamento            | 19 ottobre 1968   |                 |
| 6  | The Worst Best Man                | Addio al celibato                   | 26 ottobre 1968   |                 |
| 7  | A Tale of Two Tails               | Scuola di spie                      | 2 novembre 1968   |                 |
| 8  | The Return of the Ancient Mariner | Il camaleonte                       | 9 novembre 1968   |                 |
| 9  | With Love and Twitches            | Con amore ed emozione               | 16 novembre 1968  |                 |
| 10 | The Laser Blazer                  | La giacca laser                     | 30 novembre 1968  |                 |
| 11 | The Farkas Fracas                 | Gelato di more                      | 7 dicembre 1968   |                 |
| 12 | Temporarily Out of CONTROL        | Temporaneamente fuori controllo     | 14 dicembre 1968  |                 |
| 13 | Schwartz's Island                 | L'isola di Schwartz                 | 21 dicembre 1968  |                 |
| 14 | One Nation Invisible              | L'invisibile                        | 28 dicembre 1968  |                 |
| 15 | Hurray for Hollywood              | Evviva Hollywood                    | 4 gennaio 1969    |                 |
| 16 | The Day They Raided the Knights   | Le pistole stereofoniche            | 11 gennaio 1969   |                 |
| 17 | Tequila Mockingbird               | Il tordo di tequila                 | 18 gennaio 1969   |                 |
| 18 | I Shot 86 Today                   | La quattordicesima buca             | 1º febbraio 1969  |                 |
| 19 | Absorb the Greek                  | La formula                          | 8 febbraio 1969   |                 |
| 20 | To Sire, with Love (Part 1)       | Al Re, con amore (Prima parte)      | 15 febbraio 1969  |                 |
| 21 | To Sire, with Love (Part 2)       | Al Re, con amore (Seconda parte)    | 22 febbraio 1969  |                 |
| 22 | Shock It to Me                    | Zharco e il reattore                | 1º marzo 1969     |                 |
| 23 | Leadside                          | Fase due                            | 8 marzo 1969      |                 |
| 24 | Greer Window                      | Un paio di stampelle                | 15 marzo 1969     |                 |
| 25 | The Not-So-Great Escape (Part 1)  | La grande fuga, prima parte         | 22 marzo 1969     |                 |
| 26 | The Not-So-Great Escape (Part 2)  | La grande fuga, seconda parte       | 29 marzo 1969     |                 |